# Чьерна-Вода (приток Малого Дуная)
Чье́рна-Во́да (словац. Čierna voda) — равнинная река на западе Словакии, правый приток Малого Дуная — ответвления Дуная. Она берёт начало в юго-восточных предгорьях Малых Карпат неподалёку от города Свети-Юр и течёт по Дунайской низменности, сильно меандрируя, поворачивая то на юг, то на восток. Миновав одноимённое село, река даёт начало длинному рукаву под названием Стара-Чьерна-Вода (словац. Stará Čierna voda), а сама следует строго на юг и впадает в Малый Дунай. Без учёта рукава длина реки составляет приблизительно 55 километров, а с его учётом достигает 105,5 километров. Площадь водосборного бассейна реки равна 2188,81 км². Крупнейшим её притоком является Дудваг.

## Топографические карты
- Лист карты M-33-XXXVI. Масштаб: 1 : 200 000. Указать дату выпуска/состояния местности.